# Campeonato Sanmarinense 2022-23
El Campeonato Sanmarinense 2022-23 fue la edición número 38 del Campeonato Sanmarinense de fútbol. La temporada comenzó el 27 de octubre de 2022 y finalizó el 25 de julio de 2023.
Tre Penne resultó campeón de esta edición.

## Formato
El campeonato se dividió en dos fases: en la primera fase, los 15 equipos participantes se enfrentaron en un solo grupo en partidos de ida y vuelta, por un total de 30 jornadas. Los equipos del 2º al 11º clasificaron a la fase final mientras que el primero fue declarado campeón de San Marino. La fase final incluyó una ronda preliminar en la que los equipos clasificados del 8º al 11º puesto compitieron en una única competición para decidir quiénes pasarán a cuartos de final. Los seis primeros clasificados pasaron directamente a cuartos de final. La fase eliminatoria incluyó partidos en casa y fuera de casa, con la excepción del 4°-5° lugar final y el 2°-3° lugar.
El primer clasificado obtuvo una plaza para La Ronda preliminar de la Liga de Campeones de la UEFA 2023-24 mientras que el ganador de la fase final obtuvo otra para la Primera ronda previa de la Liga Europa Conferencia de la UEFA 2023-24 junto al campeón de la Copa Titano 2022-23.

## Equipos participantes y Localización
Chiesanuova
| Borgo Maggiore | 3          | Cailungo, Libertas, San Giovanni         | Virtus Libertas · Cailungo · San Giovanni Pennarossa Domagnano Faetano Fiorentino · Tre Fiori La Fiorita Juvenes · Cosmos · SS Folgore/Falciano SS Murata · Tre Penne |
| Serravalle     | 3          | Cosmos, Folgore/Falciano, Juvenes/Dogana | Virtus Libertas · Cailungo · San Giovanni Pennarossa Domagnano Faetano Fiorentino · Tre Fiori La Fiorita Juvenes · Cosmos · SS Folgore/Falciano SS Murata · Tre Penne |
| San Marino     | 2          | Murata, Tre Penne                        | Virtus Libertas · Cailungo · San Giovanni Pennarossa Domagnano Faetano Fiorentino · Tre Fiori La Fiorita Juvenes · Cosmos · SS Folgore/Falciano SS Murata · Tre Penne |
| Fiorentino     | 2          | Fiorentino, Tre Fiori                    | Virtus Libertas · Cailungo · San Giovanni Pennarossa Domagnano Faetano Fiorentino · Tre Fiori La Fiorita Juvenes · Cosmos · SS Folgore/Falciano SS Murata · Tre Penne |
| Acquaviva      | 1          | Virtus                                   | Virtus Libertas · Cailungo · San Giovanni Pennarossa Domagnano Faetano Fiorentino · Tre Fiori La Fiorita Juvenes · Cosmos · SS Folgore/Falciano SS Murata · Tre Penne |
| Faetano        | 1          | Faetano                                  | Virtus Libertas · Cailungo · San Giovanni Pennarossa Domagnano Faetano Fiorentino · Tre Fiori La Fiorita Juvenes · Cosmos · SS Folgore/Falciano SS Murata · Tre Penne |
| Domagnano      | 1          | Domagnano                                | Virtus Libertas · Cailungo · San Giovanni Pennarossa Domagnano Faetano Fiorentino · Tre Fiori La Fiorita Juvenes · Cosmos · SS Folgore/Falciano SS Murata · Tre Penne |
| 1              | Pennarossa |                                          | Virtus Libertas · Cailungo · San Giovanni Pennarossa Domagnano Faetano Fiorentino · Tre Fiori La Fiorita Juvenes · Cosmos · SS Folgore/Falciano SS Murata · Tre Penne |
| Montegiardino  | 1          | La Fiorita                               | Virtus Libertas · Cailungo · San Giovanni Pennarossa Domagnano Faetano Fiorentino · Tre Fiori La Fiorita Juvenes · Cosmos · SS Folgore/Falciano SS Murata · Tre Penne |

## Temporada Regular

### Clasificación
| Pos. | Equipo           | Pts. | PJ | G  | E  | P  | GF | GC | Dif. | Clasificación 2022-23                    |
| ---- | ---------------- | ---- | -- | -- | -- | -- | -- | -- | ---- | ---------------------------------------- |
| 1    | Tre Penne (C)    | 68   | 28 | 21 | 5  | 2  | 60 | 19 | +41  | Ronda Preliminar de la Liga de Campeones |
| 2    | Cosmos           | 67   | 28 | 20 | 7  | 1  | 64 | 13 | +51  | Segunda Fase                             |
| 3    | La Fiorita       | 60   | 28 | 18 | 6  | 4  | 41 | 17 | +24  | Segunda Fase                             |
| 4    | Virtus           | 57   | 28 | 16 | 9  | 3  | 53 | 23 | +30  | Segunda Fase                             |
| 5    | Tre Fiori        | 56   | 28 | 17 | 5  | 6  | 45 | 21 | +24  | Segunda Fase                             |
| 6    | Libertas         | 47   | 28 | 12 | 11 | 5  | 49 | 33 | +16  | Segunda Fase                             |
| 7    | Folgore/Falciano | 31   | 28 | 9  | 4  | 15 | 32 | 49 | −17  | Segunda Fase                             |
| 8    | Murata           | 30   | 28 | 9  | 3  | 16 | 41 | 57 | −16  | Playoffs                                 |
| 9    | Juvenes/Dogana   | 29   | 28 | 8  | 5  | 15 | 40 | 46 | −6   | Playoffs                                 |
| 10   | Domagnano        | 26   | 28 | 6  | 8  | 14 | 36 | 48 | −12  | Playoffs                                 |
| 11   | Pennarossa       | 25   | 28 | 7  | 4  | 17 | 39 | 57 | −18  | Playoffs                                 |
| 12   | Faetano          | 25   | 28 | 7  | 4  | 17 | 35 | 63 | −28  |                                          |
| 13   | Fiorentino       | 23   | 28 | 5  | 8  | 15 | 37 | 58 | −21  |                                          |
| 14   | San Giovanni     | 23   | 28 | 6  | 5  | 17 | 28 | 54 | −26  |                                          |
| 15   | Cailungo         | 18   | 28 | 4  | 6  | 18 | 29 | 69 | −40  |                                          |

Actualizado a los partidos jugados el 23 de abril de 2023.
 Fuente: Soccerway

### Resultados
| Local \ Visitante | CAI | COS | DOM | FAE | FTO | FOL | J/D | LFI | LIB | MUR | PEN | SGI | TFI | TPE | VIR |
| ----------------- | --- | --- | --- | --- | --- | --- | --- | --- | --- | --- | --- | --- | --- | --- | --- |
| Cailungo          | —   | 0–0 | 0–0 | 5–2 | 2–2 | 2–4 | 1–6 | 0–1 | 1–2 | 4–1 | 2–1 | 0–3 | 0–3 | 0–2 | 1–3 |
| Cosmos            | 5–1 | —   | 2–0 | 4–0 | 4–0 | 5–0 | 4–0 | 1–1 | 1–0 | 4–1 | 1–0 | 4–0 | 1–1 | 1–0 | 1–1 |
| Domagnano         | 3–0 | 1–2 | —   | 2–3 | 1–1 | 2–1 | 1–3 | 0–1 | 1–1 | 2–2 | 0–1 | 3–0 | 1–3 | 1–2 | 1–2 |
| Faetano           | 3–0 | 0–2 | 1–4 | —   | 0–2 | 0–3 | 3–3 | 0–3 | 1–3 | 2–5 | 2–1 | 0–1 | 1–2 | 0–2 | 2–2 |
| Fiorentino        | 6–0 | 0–1 | 0–0 | 2–5 | —   | 1–1 | 0–4 | 0–1 | 3–2 | 1–0 | 2–5 | 1–3 | 0–3 | 1–5 | 1–2 |
| Folgore/Falciano  | 4–1 | 0–4 | 0–2 | 0–0 | 1–0 | —   | 1–2 | 0–1 | 2–3 | 4–1 | 2–1 | 1–2 | 0–2 | 0–4 | 1–1 |
| Juvenes/Dogana    | 0–2 | 0–2 | 1–1 | 2–2 | 1–2 | 2–0 | —   | 0–1 | 0–3 | 0–2 | 3–1 | 1–2 | 0–1 | 0–1 | 1–3 |
| La Fiorita        | 2–0 | 2–0 | 2–3 | 4–0 | 3–1 | 2–0 | 1–0 | —   | 1–0 | 2–0 | 2–0 | 2–2 | 1–0 | 0–1 | 0–1 |
| Libertas          | 1–1 | 1–1 | 3–0 | 2–1 | 3–3 | 0–0 | 2–1 | 1–1 | —   | 0–0 | 3–3 | 1–0 | 0–0 | 0–1 | 2–2 |
| Murata            | 2–1 | 2–3 | 5–1 | 0–2 | 2–1 | 0–2 | 2–2 | 1–2 | 2–3 | —   | 2–4 | 3–1 | 0–1 | 1–4 | 1–2 |
| Pennarossa        | 3–0 | 0–4 | 2–2 | 0–2 | 1–1 | 4–0 | 1–4 | 1–2 | 0–7 | 2–3 | —   | 4–0 | 0–1 | 1–4 | 1–3 |
| San Giovanni      | 1–1 | 0–3 | 1–1 | 0–2 | 4–3 | 2–3 | 0–1 | 1–1 | 1–3 | 0–2 | 1–1 | —   | 0–2 | 2–3 | 0–2 |
| Tre Fiori         | 2–2 | 0–2 | 2–1 | 4–0 | 2–1 | 2–0 | 4–1 | 1–1 | 1–2 | 0–1 | 2–0 | 1–0 | —   | 1–2 | 1–1 |
| Tre Penne         | 3–0 | 2–2 | 2–0 | 2–0 | 1–1 | 1–2 | 2–2 | 1–1 | 4–0 | 2–0 | 2–0 | 3–1 | 2–1 | —   | 2–1 |
| Virtus            | 4–2 | 0–0 | 5–2 | 3–1 | 1–1 | 2–0 | 1–0 | 2–0 | 1–1 | 5–0 | 0–1 | 2–0 | 1–2 | 0–0 | —   |

## Fase final

### Primera ronda
| Fecha       | Local          | Resultado | Visita        |
| ----------- | -------------- | --------- | ------------- |
| 26 de abril | Murata         | 0:1       | SS Pennarossa |
| 26 de abril | Juvenes/Dogana | 3:2       | Domagnano     |

### Cuartos de final
| Fechas                  | Local en la ida | Global | Local en la vuelta | Ida | Vuelta |
| ----------------------- | --------------- | ------ | ------------------ | --- | ------ |
| 29 de abril y 3 de mayo | Libertas        | 3:2    | Tre Fiori          | 2:1 | 1:1    |
| 29 de abril y 3 de mayo | Virtus (g.v.)   | 2:2    | Folgore            | 1:1 | 1:1    |
| 30 de abril y 3 de mayo | Cosmos          | 7:1    | SS Pennarossa      | 4:1 | 3:0    |
| 30 de abril y 3 de mayo | La Fiorita      | 5:0    | Juvenes/Dogana     | 2:0 | 3:0    |

### Semifinales
| Fechas         | Local en la ida | Global | Local en la vuelta | Ida | Vuelta |
| -------------- | --------------- | ------ | ------------------ | --- | ------ |
| 6 y 14 de mayo | Cosmos          | 3:0    | Libertas           | 2:0 | 1:0    |
| 7 y 13 de mayo | Virtus          | 1:2    | La Fiorita         | 0:0 | 1:2    |

### Final
| Fecha      | Local  | Resultado | Visita     |
| ---------- | ------ | --------- | ---------- |
| 20 de mayo | Cosmos | 2:1       | La Fiorita |

## Goleadores
- Actualizado el 25 de agosto de 2023.

| Pos. | Jugador           | Club       | Goles |
| ---- | ----------------- | ---------- | ----- |
| 1    | Matteo Prandelli  | Cosmos     | 23    |
| 2    | Mattia Stefanelli | Pennarossa | 17    |
| 3    | Emiliano Olcese   | Libertas   | 15    |
|      | Raul Ura          | Murata     | 15    |
|      | Marseljan Mema    | Faetano    | 15    |